# Angelica multicaulis
Angelica multicaulis är en flockblommig växtart som beskrevs av Pimenov. Angelica multicaulis ingår i släktet kvannar, och familjen flockblommiga växter. Inga underarter finns listade i Catalogue of Life.